# سیزتا
سیزتا (انگلیسی: Cizeta) شرکت خودروسازی آمریکایی است، که در سال ۱۹۸۸ تأسیس شد.